# Algemeen Ouderen Verbond
Het Algemeen Ouderen Verbond (AOV) was een Nederlandse belangenpartij, die werd opgericht op 1 december 1993. Het AOV is opgegaan in de Verenigde Senioren Partij (VSP) en de Ouderenunie. Plaatselijk is het AOV in enkele gemeenten, zoals Vlaardingen, Purmerend en Schiedam, nog actief.
In mei 1994 had de partij zes zetels in de Tweede Kamer, maar de fractie viel al spoedig uiteen. De partij heeft nooit deelgenomen aan de regering.

## Beginselen
Het AOV werd opgericht door Martin Batenburg. Het Verbond wilde opkomen voor de belangen van ouderen.
Aanleiding voor de oprichting van de partij waren bezuinigingen op bejaardenoorden. De populariteit van de partij nam een hoge vlucht, toen onder het CDA-PvdA-kabinet-Lubbers III vlak voor de Tweede Kamerverkiezingen van 1994 gediscussieerd werd over de waardevastheid van de AOW-uitkering.

## Historische ontwikkeling
Bij de gemeenteraadsverkiezingen van 1994 behaalde de partij in Eindhoven uit het niets vijf van de 39 zetels en kwam zij in het college van B&W.
In de aanloop naar de landelijke verkiezingen organiseerde het AOV in het PSV-stadion een protestbijeenkomst tegen bezuinigingen op de AOW, die massaal bezocht werd.
Bij de Tweede Kamerverkiezingen in 1994 boekte het AOV een groot succes: de partij behaalde zes zetels. De 326.129 kiezers van het AOV bestonden voornamelijk uit voormalig CDA-stemmers uit de katholieke zuidelijke provincies. Ook een andere ouderenpartij, de Unie 55+, wist een zetel te behalen. Beide partijen namen plaats in de oppositie.
Van 1995 tot 1999 had het AOV ook twee zetels in de Eerste Kamer, hoewel oprichter en senator Batenburg zich in 1998 onafhankelijk van het AOV verklaarde.

## Afsplitsingen en fusies
De eensgezindheid in de onervaren Tweede Kamerfractie was maar van korte duur. Reeds in het najaar van 1994 was frictie ontstaan binnen de AOV-fractie, onder andere tussen oprichter Batenburg en fractievoorzitter Jet Nijpels. De interne conflicten leidden tot het uiteenvallen van zowel de fractie als het partijbestuur in 1995. Ruim vier maanden na de succesvolle verkiezingen van 1994 was de eerste splitsing een feit: twee leden vertrokken. Kamerlid Theo Hendriks werd in oktober 1994 uit de fractie verwijderd wegens 'solistisch optreden'. Na het vertrek van Hendriks stapte fractievoorzitter Jet Nijpels met twee fractiegenoten uit de AOV. Dat drietal vormde de nieuwe partij Senioren 2000, die zich volgens de regels van het parlement echter Groep-Nijpels moest noemen. De twee achtergebleven AOV'ers Will Verkerk en Cees van Wingerden kregen eveneens onenigheid: kort voor Kamerverkiezingen van 1998 gingen ze ieder voor zich verder. Er bestond sinds de verkiezingen van 1994 ook nog een eenmansfractie Unie 55+. Hierdoor waren er vier jaar later vijf verschillende fracties die zich met seniorenbelangen bezighielden.
De scheuring leidde er ook toe dat de twee Eerste Kamerzetels van het AOV (1995-1999) werden bezet door twee tegenstanders, Batenburg en Jan Hendriks. In 1998 verklaarde Batenburg in de Eerste Kamer verder te gaan als de fractie 'Martin Batenburg'. Jan Hendriks trad in mei 1998 toe tot de fractie van het CDA.
In 1998 deed Batenburg met het Nieuw Solidair Ouderen Verbond (NSOV) mee aan de Tweede Kamerverkiezingen. Het AOV bundelde de krachten met Unie 55+. De combinatie AOV/Unie 55+ kreeg 45.994 stemmen; een fractie van het aantal dat in 1994 werd behaald en niet genoeg voor een zetel. De andere ouderenpartijen (NSOV en Senioren 2000) haalden elk nog minder stemmen en dus ook geen zetel.
Voor de verkiezingen van 2002 hadden Algemene Senioren Partij en de Ouderenunie zich samengevoegd tot de Verenigde Senioren Partij (VSP). Ook oud-leden van het AOV en Unie 55+ vonden onderdak in de VSP. De Unie 55+ nam de naam Ouderenunie aan. Samen met de Vrije Indische Partij (VIP) nam deze Ouderenunie met één lijst aan de verkiezingen deel. Zowel de VSP als de VIP/Ouderenunie behaalde geen zetels.

## Persoonlijkheden
Naast de politiek leider Martin Batenburg waren andere bekende personen van de partij medeoprichter Will Verkerk en fractievoorzitter Jet Nijpels.
Martin Batenburg (1919-2002), gepensioneerd Philipswerknemer en oprichter van het AOV. Vanwege interne conflicten stapte hij in 1998 uit het AOV en richtte het Nieuw Solidair Ouderen Verbond (NSOV) op.
Als senator speelde hij geen opvallende rol, al gaf hij wel de doorslag in de 'Nacht van Wiegel'. Als enige stemde hij bij de eerste lezing vóór, en bij de tweede lezing tegen het voorstel tot invoering van een correctief referendum.
Will Verkerk (*1938), medeoprichter en fractievoorzitter. Voorheen was hij journalist en voorlichter bij diverse gemeenten.
Jet Nijpels (*1947) werd in 1994 op 46-jarige leeftijd fractievoorzitter van het AOV. Daarvoor was zij in Eindhoven raadslid voor de VVD en, na afsplitsing, voor haar eigen lijst-Nijpels. Na het uiteenvallen van de AOV-fractie in 1995 bekleedde zij tot 1998 haar Tweede Kamerzetel als de Groep-Nijpels.